# Бої за Святогірськ
Бої за Святогірськ — бойові дії за контроль над містом Святогірськ між Збройними Силами України та збройними Силами Російської Федерації під час битви за Донбас у 2022 році.

## Передумови
27 лютого 2022 року почалися російські атаки на Ізюм, а 3 березня російські війська продовжили ракетні удари. 3 березня загинули вісім мирних жителів, центральна лікарня міста, як повідомляється, зазнала значних пошкоджень. 1 квітня українські військові підтвердили, що Ізюм знаходиться під контролем Росії. Наступного дня в інтерв'ю Укрінформу заступник Ізюмського міського голови Володимир Мацокін заявив, що у місті зруйновано 80 % житлових будинків, немає світла, опалення та води. Кремінна була першим містом, яке впало під час наступальної операції на Донбасі, про яку Росія оголосила 18 квітня. Голова Луганської області Сергій Гайдай повідомив, що загинули 200 мирних жителів, але могло бути більше. 25 квітня українські чиновники повідомили, що російські військові загинули внаслідок вибуху газу в мерії Кремінної. Російські війська контролюють місто. Бої тривали всю ніч, по вулицях вівся сильний артилерійський вогонь. Пізніше 19 квітня російські війська захопили мерію. Того вечора Гайдай повідомив, що українські війська остаточно відступили, російські війська захопили повний контроль над містом. До 27 травня більша частина міста Лиман опинилася під контролем Росії.

## Перебіг бойових дій
30 травня 2022 року внаслідок обстрілу Святогорську було пошкоджено Свято-Успенську Святогірську лавру, загинули двоє монахів цієї обителі та монахиня, троє монахів зазнали поранень. Увечері 30 травня збройні сили Російської Федерації почали значно більш масований наземний наступ із потужними артилерійськими ударами по місту. Протягом доби 31 травня піхотні війська Російської Федерації почали штурм Святогірська з метою оточити все місто та утворити оперативне оточення.
4 червня 2022 року на території Свято-Успенської лаври сталася масштабна пожежа, полум'я охопило головну святиню монастиря; українська сторона звинуватила в пожежі російські війська.

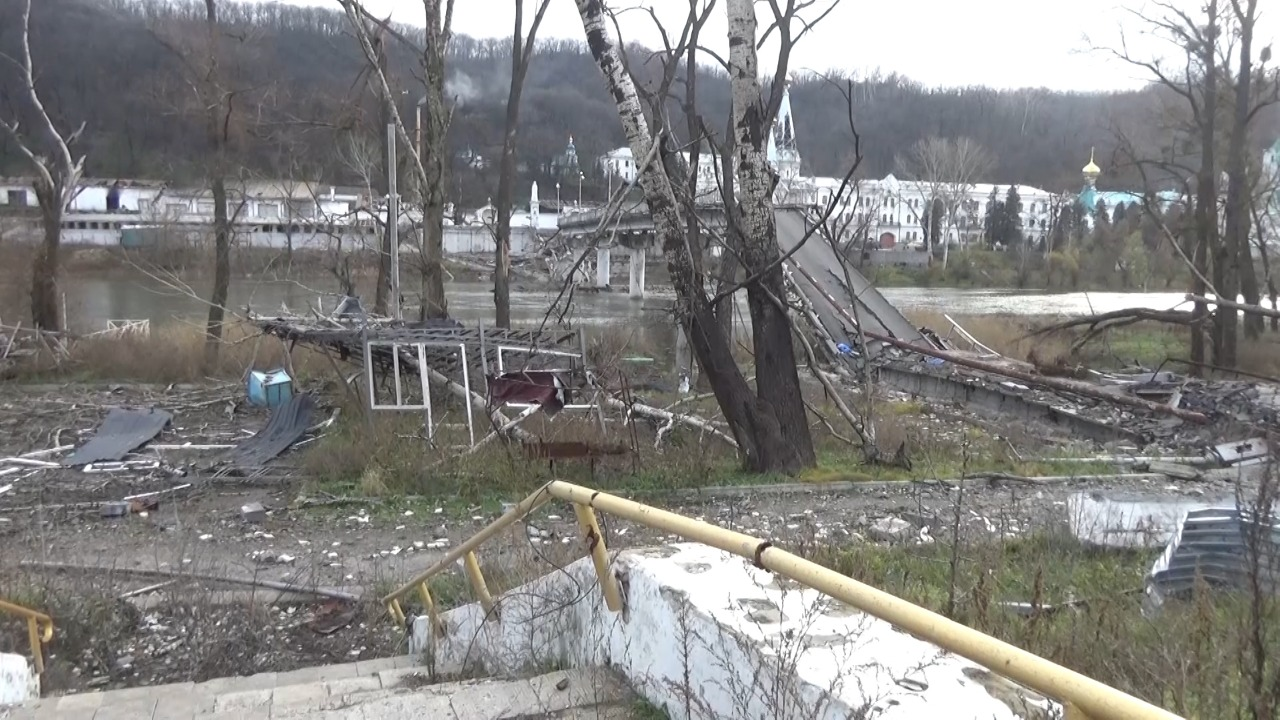
Міст між Святогірськом та лаврою, зруйнований у червні 2022 року

Протягом 3-4 червня обстріли посилилися. Міністерство оборони Російської Федерації 6 червня оголосило про повний контроль над містом Святогірськ і Святогірською лаврою.
8 червня ISW підтвердила, що російські війська просунулися до міста, але визнала, що невідомо, чи повністю захопили їхні сили Святогірськ.
9 червня українські ЗМІ стверджували, що російські війська захопили частину міста, а інша, західна частина все ще перебуває під контролем України. Однак пізніше з'явилася інформація про захоплення міста російськими військовими.
13 червня голова міста Володимир Бандура офіційно став колоборантом, та підтримав владу РФ у місті. (після деокупації міста втік в РФ)
12 вересня 2022 року ЗСУ звільнили Святогірськ з-під російської окупації, 1 жовтня в місті відновила роботу місцева поліція.